# 新埔蔡屋暨蔡蔭棠故居
新埔蔡屋暨蔡蔭棠故居，又稱濟陽堂，是位於臺灣新竹縣新埔鎮的一處宅第，曾是臺灣近代畫家蔡蔭棠所居住的住所。目前已指定為新竹縣縣定古蹟。

## 沿革
新埔蔡家自清道光年間來到新埔，並新埔地方事務有著重要貢獻。其中「濟陽堂」（又稱懷德堂）原為傳統民居建築，是由居住於新埔街的蔡景熙（1834年－1894年）所建。後在臺灣日治時期期間曾進行建築擴建工程，並興建包括洋樓在內等附屬建築。期間蔡蔭棠也曾居住該宅，戰後時期，濟陽堂的右護龍因興建民居而遭到拆除，正身也改建成钢筋混凝土結構的祠堂建築。
2018年，濟陽堂以「新埔蔡屋暨蔡蔭棠故居」名義由新竹縣政府公告指定為縣定古蹟，目前因所有權分屬不同人因素。建築物已無人居住，缺乏維護，屋頂部分嚴重坍塌，新竹縣政府當前設法爭取對於濟陽堂採取保護後修復的工程。

## 建築設計
濟陽堂原為單落四護龍格局，目前保留的建築僅包括左橫屋、西式洋館與門屋。門樓上題有「九峯閣」，背面門楣則題「倫紀門」。左橫屋雖僅餘三分之二的部份結構，但仍存不少泥塑、彩繪、門窗石雕等裝飾。洋館則為部分磚造、鋼筋混凝土仿石構建築。其建築內部存有和式座敷，門窗雨庇則仿唐破風結構，此外洋館與左外護龍間設有門柱與院牆。